# Mario Vallauri
Mario Vallauri (Viareggio, 31 luglio 1887 – Dronero, 19 settembre 1964) è stato un glottologo e indologo italiano.
Fu fratello di Giancarlo Vallauri, come lui illustre accademico.

## Biografia
Di famiglia piemontese, compì gli studi universitari a Napoli, laureandosi nel 1911, sotto la guida di Michele Kerbaker, presso l'Istituto Orientale. L'anno successivo conseguì una specializzazione all'Istituto di Studi Superiori di Firenze, mentre nel biennio successivo si perfezionò in Germania, presso l'ateneo di Würzburg, con l'indianista Julius Jolly. 
Conseguì la libera docenza di sanscrito presso l'Università di Torino nel 1922. In tale ateneo, dove rimarrà sino al 1957, ottenne la nomina a professore ordinario della medesima materia. Nel corso della sua attività di ricerca, si dedicò alla letteratura orientale e, in particolare, all'indologia, con riferimento alla letteratura, alla medicina e, in genere, ai testi sanscriti. Iniziò in Italia gli studi sui Purāṇa, i testi che raccolgono l'esteso patrimonio narrativo e mitologico della religiosità indù. Fu membro dell'Accademia delle Scienze di Torino. Il fondo bibliotecario "Vallauri" è conservato presso la Biblioteca civica di Fossano.

## Opere principali
- Hariscandra il virtuoso (1913)
- Un testo medioevale indiano di medicina (1918)
- I fondamenti generali della medicina indiana (1921)
- Composizione e contenuto dei "Purāņa" secondo il "Nāradapurāņa" (1935)
- L'antica medicina indiana (1941)
- Lineamenti d'una storia delle lingue e della letteratura antica e medievale dell'India (1943)
- Fonti sanscrite di materia medica (1955)
- Teatro indiano (1959)